# Ханс Отфрид фон Линстоф
Ханс Отфрид фон Линстоф (на немски: Hans Otfried von Linstow) е германски полковник от Вермахта, участвал в опита за убийство на фюрера Адолф Хитлер от 20 юли 1944 г.

## Биография
Ханс Отфрид фон Линстоф е роден във Витенберг. Присъединява се към германската армия, Райхсвер, след Първата световна война.
Служил в няколко звена през Втората световна война, през 1939 г. с 15-а пехотна дивизия и 1940 г. с 10-и армейски корпус, през 1941 г. с 9-и армейски корпус в СССР. През април 1944 г. той е изпратен в Париж, Франция, като началник на щаба под ръководството на Карл-Хайнрих фон Щюлпнагел.
Той е включен от Щюлпнагел в плановете за заговора от 20 юли през 1944 г. едва в самия ден на опита за преврат. Линстоф бързо арестува повечето офицери от СС, СД и Гестапо в Париж. Клаус фон Щауфенберг му звъни по-късно, за да го информира, че Берлин е загубен. Линстоф е арестуван три дни по-късно на 23 юли в Париж. Осъден на смърт в Берлин и екзекутиран същия ден в затвора Пльоцензе.